# Thomas Larcom
Thomas Aiskew Larcom (22 avril 1801 - 15 juin 1879), est l'un des principaux responsables du premier Irish Ordnance Survey. Il devient plus tard commissaire aux lois des pauvres, commissaire au recensement et enfin chef exécutif de l'administration britannique en Irlande en tant que sous-secrétaire du Lord-lieutenant d'Irlande, poste que le gouvernement de l'époque souhaitait vivement qu'il occupe.

## Biographie
Né à Gosport, Hampshire, Larcom fait ses études à l'Académie royale militaire et est nommé dans les Royal Engineers en 1820. Il commence sa carrière avec l'Ordnance Survey of England en 1824 avant d'être transféré en Irlande. Avec le grade de lieutenant, il dirige les opérations quotidiennes du quartier général de l'Enquête en 1828 sous les ordres du lieutenant-colonel Thomas Colby et établit un observatoire météorologique à Dublin. À l'achèvement des cartes de six pouces du Survey en 1846, Larcom rejoint le Irish Board of Works. Dans ce poste, il participe à la création de l'Université Queen's d'Irlande.
Le sous-secrétaire le plus ancien (1853-1868), Larcom a une carrière distinguée dans son pays d'adoption et agit avec une impartialité qui lui vaut le respect de toutes les parties. En 1868, il est admis au Conseil privé d'Irlande et créé baronnet.